# Kościół Siedmiu Boleści Najświętszej Marii Panny w Kowalach Pańskich
Kościół Siedmiu Boleści Najświętszej Marii Panny w Kowalach Pańskich – rzymskokatolicki kościół parafialny należący do parafii pod tym samym wezwaniem (dekanat dobrski diecezji włocławskiej).
Obecna świątynia w stylu późnoklasycystycznym z elementami neoromańskimi została wzniesiona w latach 1847–1853, z fundacji Antoniego Czarneckiego z Brzóstkowa na miejscu wcześniejszej budowli. Podczas okupacji hitlerowskiej świątynia została całkowicie ograbiona. W latach 2008–2009 została odnowiona elewacja zewnętrzna świątyni, zostało wymienione pokrycie dachu na dachówkę ceramiczną. W otworach wieży zostały zamontowane trzy zegary. Odmalowana została również elewacja. W 2009 roku zostały wykonane z granitu nowe schody główne i do zakrystii. 
Budowla jest orientowana, murowana, jednonawowa, wybudowana na planie prostokąta, z prezbiterium nie wyodrębnionym w bryle świątyni, zakończony od strony wschodniej półkolistą zakrystią. W elewacji zachodniej jest usytuowana czterokondygnacyjna wieża. Dach korpusu jest dwuspadowy z sygnaturką na środku kalenicy, zakrystia jest nakryta dachem półstożkowym, wieżę nakrywa dach ostrosłupowy, zwieńczony kulą i krzyżem. Dachy kościoła są pokryte dachówką.
Do wyposażenia kościoła należą trzy murowane ołtarze; w jednym z nich znajduje się Pietà z XVIII wieku. Poza tym w świątyni znajdują się: portret trumienny wykonany na blasze (z XVII wieku) i naczynia liturgiczne (z przełomu XVII i XVIII wieku).